# John D. Barrow
John David Barrow (ur. 29 listopada 1952 w Londynie, zm. 27 września 2020 w Cambridge) – brytyjski fizyk teoretyk, kosmolog, profesor nauk matematycznych na Uniwersytecie Cambridge, pisarz popularnonaukowy, anglikanin.

## Życiorys
Swój pierwszy stopień naukowy otrzymał w dziedzinie matematyki na Uniwersytecie w Durham w 1974. Doktorat uzyskał na Uniwersytecie Oksfordzkim. Pracował także na Uniwersytecie Kalifornijskim w Berkeley, a później od 1981 na Uniwersytecie w Sussex, gdzie pozostał do momentu przeniesienia do Departamentu Matematyki Stosowanej i Fizyki Teoretycznej w Cambridge w 1999. Był także dyrektorem Millenium Mathematics Project.
Na swym koncie miał ponad 350 publikacji i ponad 100 recenzji naukowych, a także książki popularnonaukowe. Swoją pierwszą książkę, The Left Hand of Creation, napisał w 1983. Po niej opublikował kolejnych 15 książek.
Napisał także sztukę teatralną Infinities (Nieskończoności). Została ona wystawiona we włoskim Teatrze Piccolo w Mediolanie kierowanym przez Lucę Ronconiego (8–28 marca 2002 i 5 maja–2 czerwca 2003) oraz w hiszpańskim Nave de Sagunto w Walencji kierowanym przez Vincente Genovèsa (19 kwietnia-12 maja 2002). W 2002 zdobyła we Włoszech nagrodę Premi Ubu za najlepszą sztukę.

## Nagrody i wyróżnienia
- 2006 – Nagroda Templetona.
- 10 września 2007 – tytuł doktora honoris causa Uniwersytetu Szczecińskiego.
- 2015 – Nagroda i Medal Diraca IOP[3]
- 2016 – Złoty Medal Królewskiego Towarzystwa Astronomicznego[4]

## Publikacje

### Książki
w języku angielskim:
1. Between Inner Space and Outer Space: Essays on Science, Art and Philosophy of the Origin of the Universe
2. Impossibility: Limits of Science and the Science of Limits
3. Material Content of the Universe
4. Pi in the Sky: Counting, Thinking, and Being
5. Science and Ultimate Reality: Quantum Theory, Cosmology and Complexity
6. The Anthropic Cosmological Principle
7. The Artful Universe: The Cosmic Source of Human Creativity
8. The Book of Nothing: Vacuums, Voids, and the Latest Ideas about the Origins of the Universe
9. The Infinite Book: A Short Guide to the Boundless, Timeless and Endless
10. The Left Hand of Creation: The Origin and Evolution of the Expanding Universe
11. The Origin of the Universe: To the Edge of Space and Time
12. The Universe That Discovered Itself
13. The World Within the World
14. Theories of Everything: The Quest for Ultimate Explanation

Książki w języku włoskim:
1. L’Homme et le Cosmos
2. Perche il Mondo e Matematico?

Książki wydane w Polsce:
1. 1995: Pi razy drzwi, tłum. Katarzyna Lipszyc, Prószyński i S-ka, ISBN 83-86868-20-1.
2. 1995: Początek Wszechświata, tłum. Stanisław Bajtlik, Wydawnictwo CiS (wyd. 25 lipca), ISBN 83-85458-52-2.
  - 1999: nowe wydanie, Świat Książki, ISBN 978-83-7227310-9.
  - 2016: nowe wydanie, Copernicus Center Press, ISBN 978-83-7886199-7.
3. 1996: Teorie wszystkiego. W poszukiwaniu ostatecznego wyjaśnienia, tłum. Jan Czerniawski, Tomasz Placek, Kraków: Znak, ISBN 83-7006-371-3.
  - 2018: Nowe teorie wszystkiego. W poszukiwaniu ostatecznego wyjaśnienia, tłum. Radosław Kosarzycki, Kraków: CC Press, ISBN 978-83-7886392-2.
4. 1999: Wszechświat a sztuka. Fizyczne, astronomiczne i biologiczne źródła estetyki, Amber, ISBN 83-7245-007-2.
5. 2005: Kres możliwości? Granice poznania i poznanie granic, tłum. Hanna Turczyn-Zalewska, Prószyński (wyd. 5 kwietnia), ISBN 83-7337-910-X.
6. 2008: Księga nieskończoności, tłum. Tomasz Krzysztoń, Prószyński (wyd. 17 kwietnia), ISBN 978-83-7469-717-0.
7. 2011: Jak wygrać na loterii? Czyli z matematyką na co dzień, tłum. Monika Apps, Wydawnictwo Literackie, ISBN 978-83-0804742-2.
8. 2012: Księga wszechświatów, tłum. Marek Krośniak, Prószyński (wyd. 19 czerwca), ISBN 978-83-7839-202-6[5]
9. 2015: Książka o niczym, tłum. Łukasz Lamża, CC Press (wyd. 19 marca), ISBN 978-83-7886-145-4[6]
10. 2017: Stałe natury. O liczbach skrywających najgłebsze tajemnice Wszechświata, tłum. Rafał Śmietana, CC Press, ISBN 978-83-7886-338-0.